# Соколова (Байкаловский район)
Соколова — деревня  в Байкаловском районе Свердловской области. Входит в состав Байкаловского сельского поселения. Управляется Шаламовским сельским советом.

## География
Населённый пункт расположен на левом берегу реки Сарабайка в 8 километрах на юго-восток от районного центра — села Байкалово.

### Часовой пояс
Соколова, как и вся Свердловская область, находится в часовой зоне МСК+2. Смещение применяемого времени относительно UTC составляет +5:00.

## Население
| 2002 | 2010 | 2021 |
| ---- | ---- | ---- |
| 18   | ↗19  | ↘16  |

## Инфраструктура
В деревне расположена всего одна улица (Крестьянская).